# Pteronymia ilsia
Pteronymia ilsia är en fjärilsart som beskrevs av William Schaus 1902. Pteronymia ilsia ingår i släktet Pteronymia och familjen praktfjärilar. Inga underarter finns listade.